# Agave cupreata
Agave cupreata là một loài thực vật có hoa trong họ Măng tây. Loài này được Trel. & A.Berger mô tả khoa học đầu tiên năm 1915.